# علي بن محمد التنوخي
أبو القاسم علي بن محمد بن داوود بن إبراهيم التنوخي الأنطاكي (ذو الحجة 287هـ/مارس 892 - ربيع الأول 342هـ/يوليو-أغسطس 953) هو أديب وكاتب وفقيه وشاعر ولغوي عاش في العصر العباسي.

## سيرته
ولِدَ علي بن محمد بن داوود في مدينة أنطاكية، وكانت ولادته في شهر ذي الحجة من عام 287هـ، وفي أنطاكية نشأ وتلقَّى مبادئ الفقه الحنفي، ثُمَّ غادر إلى بغداد في 306هـ عندما شارف على بلوغ العشرين سنة، وفي العراق علا شأنه وذاع صيته وتولَّى القضاء في البصرة والأهواز، ثُمَّ أُزِيح عن منصبه بعد عدة سنين، فوفد على سيف الدولة الحمداني وامتدحه، فكتب سيف الدولة إلى المسؤولين في بغداد كي يُعِيدوه إلى منصبه السابق، فكان له ما أراد. تبحَّر القاضي التنوخي في علوم عديدة، وكان عالماً بالحديث والفقه والهندسة والفلك واللغة والنَّحو، وله دراية في شئون القضاء والإدارة وفي المواريث وقوانينها، وله مصنَّفات في علم العروض والقوافي. تُوفِّي أبو القاسم التنوخي في البصرة في شهر ربيع الأوَّل من عام 342هـ.